# ريزورسينول
الريزورسينول هو مركب كيميائي من عائلة الفينولات ثنائية الهيدروكسيل. ويسمى أيضاً متا-ثنائي هيدروكسي البنزين meta-dihydroxybenzene.

## روابط خارجية
- International Chemical Safety Card 1033
- NIOSH Pocket Guide to Chemical Hazards
- IARC Monograph: "Resorcinol"
- IUPAC Nomenclature of Organic Chemistry (online version of the "Blue Book")